# Nephrotoma mobukuensis
Nephrotoma mobukuensis is een tweevleugelige uit de familie langpootmuggen (Tipulidae). De soort komt voor in het Afrotropisch gebied.